# Schofield (Wisconsin)
Schofield ist eine Stadt (mit dem Status „City“) im Marathon County im US-amerikanischen Bundesstaat Wisconsin. Im Jahr 2010 hatte Schofield 2169 Einwohner.
Schofield ist der Bestandteil der Metropolitan Statistical Area Wausau, die sich mit dem Marathon County deckt.

## Geografie
Schofield liegt in der nördlichen Mitte Wisconsins, am Ostufer des in den Mississippi mündenden Wisconsin River. 
Die geografischen Koordinaten von Schofield sind 44°54′35″ nördlicher Breite und 89°36′16″ westlicher Länge. Das Stadtgebiet erstreckt sich über eine Fläche von 7,33 km², die sich auf 4,56 km² Land- und 2,77 km² Wasserfläche verteilen. 
Nachbarorte von Schofield sind Wausau (an der nördlichen Stadtgrenze), Weston (an der östlichen Stadtgrenze), Rothschild (an der südlichen Stadtgrenze) und Rib Mountain (am gegenüberliegenden Westufer des Wisconsin River).
Die neben Wausau nächstgelegenen weiteren größeren Städte sind Green Bay am  Michigansee (139 km ostsüdöstlich), Appleton (139 km südöstlich), Wisconsins größte Stadt Milwaukee (287 km in der gleichen Richtung), Wisconsins Hauptstadt Madison (228 km südlich), La Crosse am Mississippi (231 km südwestlich), Eau Claire (171 km westlich), die Twin Cities in Minnesota (294 km in der gleichen Richtung) und Duluth am Oberen See in Minnesota (380 km nordwestlich).

## Verkehr
Der vierspurig ausgebaute Wisconsin State Highway 29 verläuft in Ost-West-Richtung wenige hundert Meter südlich am Stadtgebiet von Schofield vorbei und mündet nach der Überquerung des Wisconsin River am gegenüberliegenden Ufer in den ebenfalls vierspurig ausgebauten U.S. Highway 51 ein. Durch die Stadt verläuft in Nord-Süd-Richtung der Business US 51. Alle weiteren Straßen sind untergeordnete Landstraßen, teils unbefestigte Fahrwege sowie innerörtliche Verbindungsstraßen.
Durch Schofield verläuft für den Frachtverkehr eine Eisenbahnstrecke der Canadian National Railway (CN).
Mit dem Wausau Downtown Airport befindet sich unmittelbar hinter der nördlichen Stadtgrenze ein kleiner Flugplatz. Der nächste Verkehrsflughafen ist der Central Wisconsin Airport in Mosinee (22,1 km südwestlich).

## Bevölkerung
Nach der Volkszählung im Jahr 2010 lebten in Schofield 2169 Menschen in 994 Haushalten. Die Bevölkerungsdichte betrug 475,7 Einwohner pro Quadratkilometer. In den 994 Haushalten lebten statistisch je 2,18 Personen. 
Ethnisch betrachtet setzte sich die Bevölkerung zusammen aus 90,1 Prozent Weißen, 1,2 Prozent Afroamerikanern, 0,8 Prozent amerikanischen Ureinwohnern, 5,5 Prozent Asiaten sowie 0,2 Prozent aus anderen ethnischen Gruppen; 2,2 Prozent stammten von zwei oder mehr Ethnien ab. Unabhängig von der ethnischen Zugehörigkeit waren 1,8 Prozent der Bevölkerung spanischer oder lateinamerikanischer Abstammung. 
21,8 Prozent der Bevölkerung waren unter 18 Jahre alt, 63,4 Prozent waren zwischen 18 und 64 und 14,8 Prozent waren 65 Jahre oder älter. 48,3 Prozent der Bevölkerung war weiblich.
Das mittlere jährliche Einkommen eines Haushalts lag bei 37.447 USD. Das Pro-Kopf-Einkommen betrug 25.524 USD. 13,3 Prozent der Einwohner lebten unterhalb der Armutsgrenze.